# Listohlod
Listohlod (Phyllobius) je rod brouků z velmi početné čeledi nosatcovití (Curculionidae).

## Podřízené taxony
- podrod Alsus (Motschulsky, 1845)
- podrod Dialetus (Reitter, 1916)
- podrod Ectomogaestr (Apfelbeck, 1915)
- podrod Italoscythropus (Pesarini, 1980)
- podrod Metaphyllobius (Smirnov, 1913)
- podrod Nanoschetus (Reitter, 1916)
- podrod Nemoicus (Stephens, 1831) – listohlod
- podrod Parnemoicus (Schilsky, 1911)
- podrod Phyllerastes (Steven, 1829)
- podrod Phyllobius (Germar, 1824) – listohlod
- podrod Plagius (Desbrochers, 1873)
- podrod Pterygorrhynchus (Pesarini, 1969)
- podrod Subphyllobius (Schilsky, 1911)

Název rod získal tím, že mnohé druhy rodu hostují na listnatých dřevinách a listy, které jim slouží za potravu „ohlodávají“. Většina druhů je právě proto zbarvena díky ošupení těla do mnoha variant a odstínů olivově až zářivě zelených tónů. A to je skvělý způsob, jak mimikry chrání brouky ve svém životním prostředí. Nicméně, pokud ošupení v průběhu času opadá, objeví se zprvu malé skvrny tmavé barvy těla, později pak skvrny větší. Hnědý příp. černý jedinec tak může patřit do zelených druhů listohlodů. Existují však také hnědé druhy rodu Phyllobius.

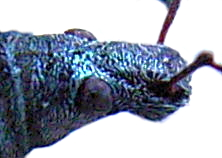
(obr. 1) tykadlová jamka u listohlodů

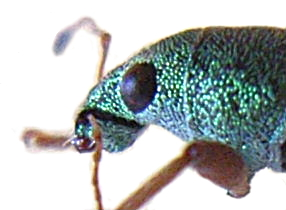
(obr. 2) tykadlová jamka u listopasů

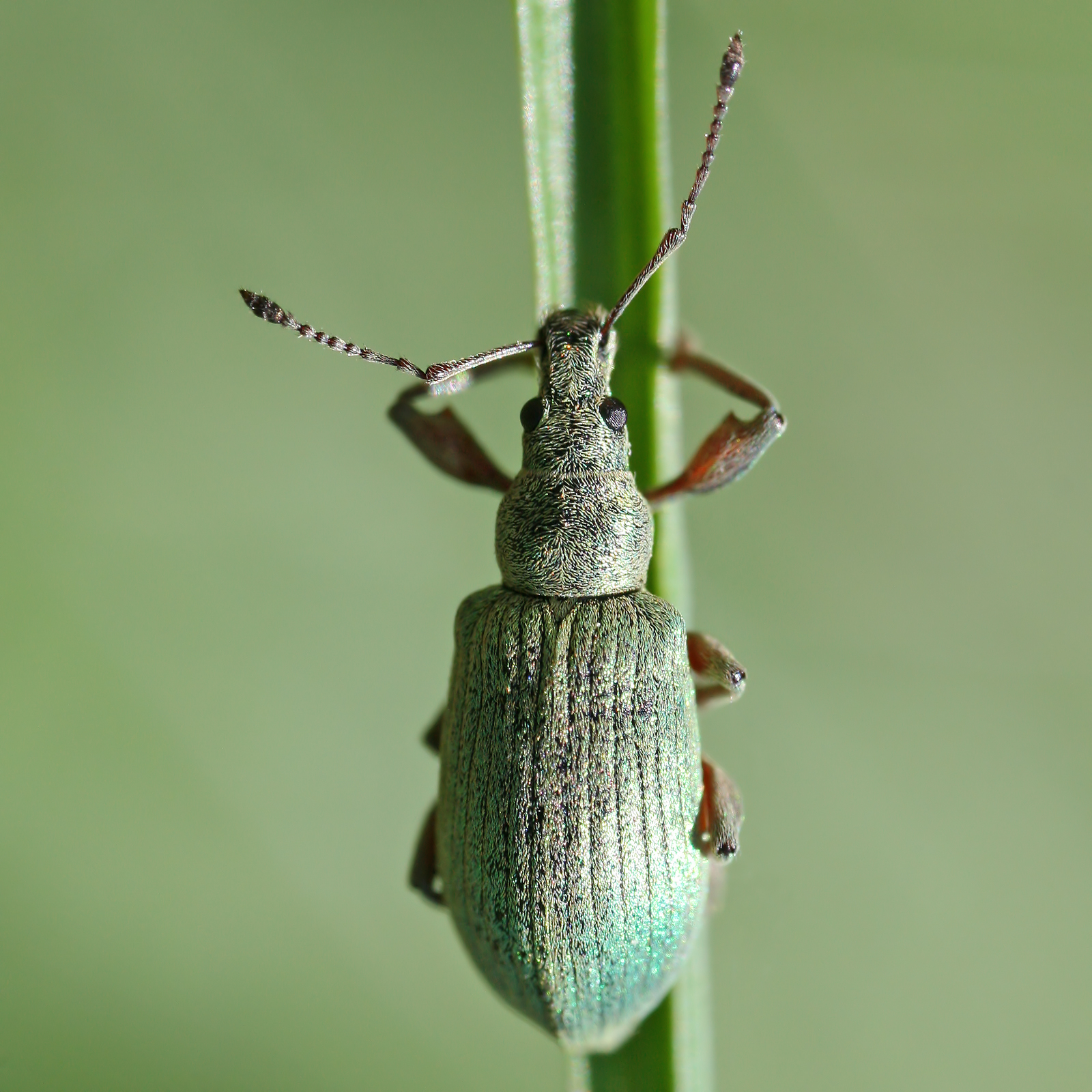
Phyllobius glaucus

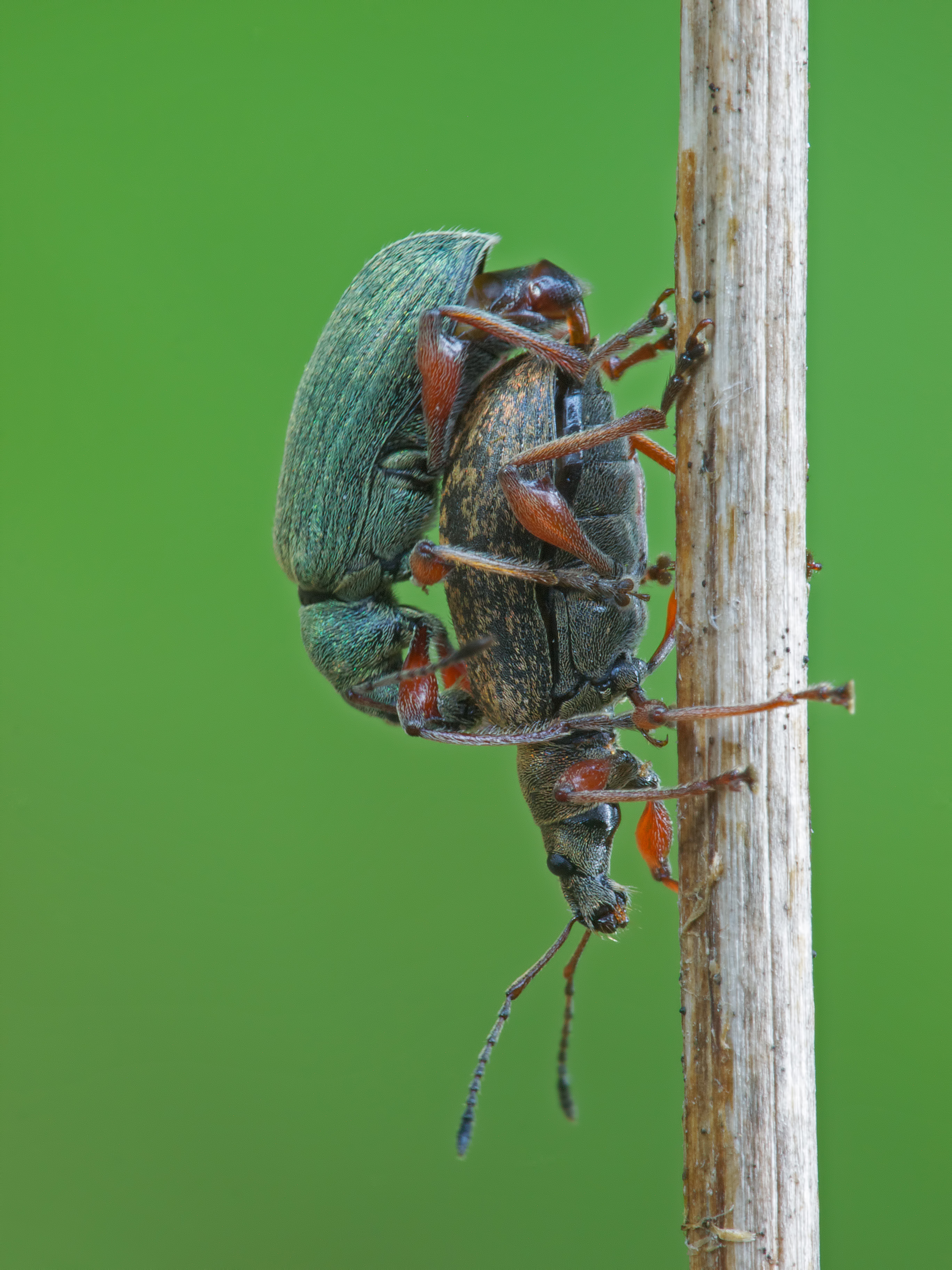
kopulující pár

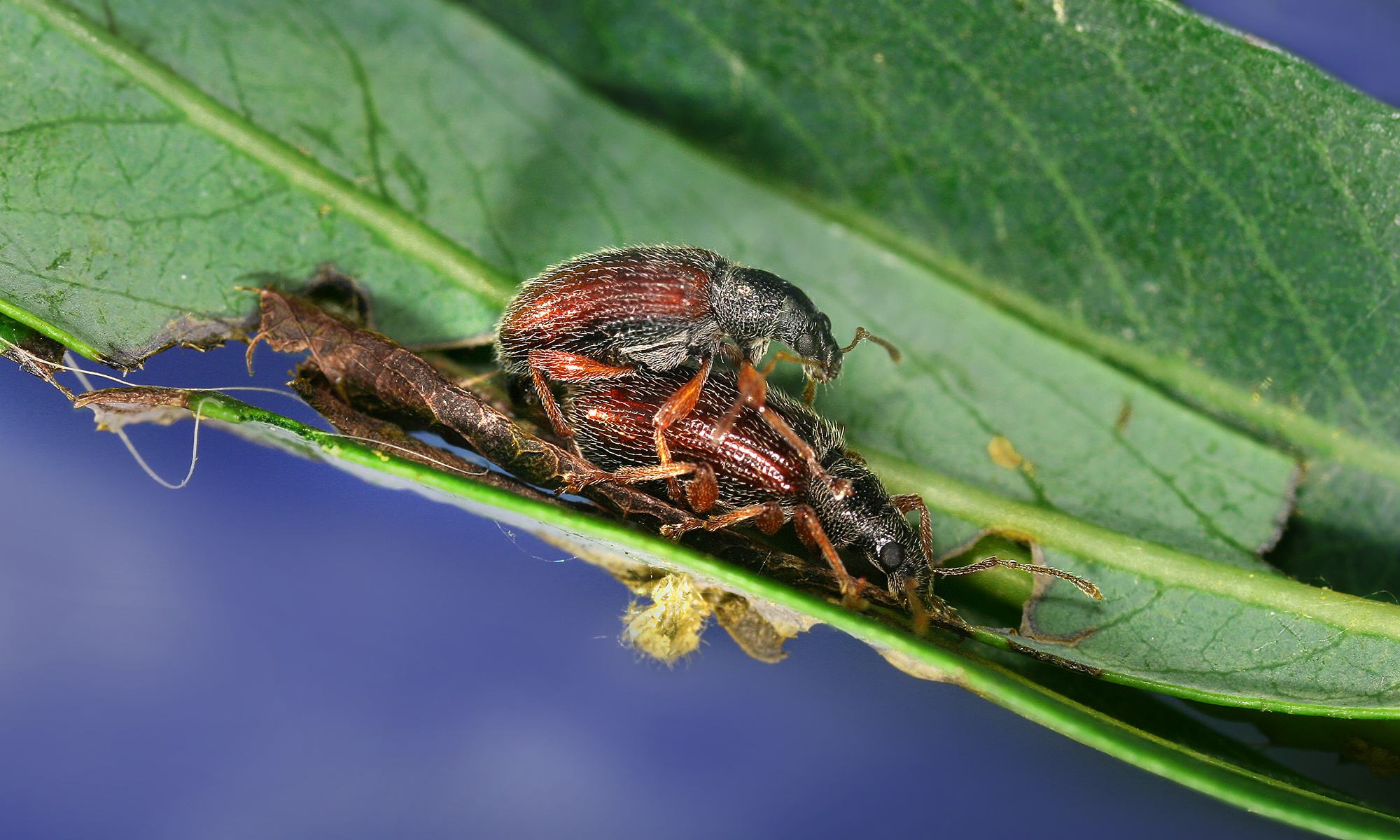
Phyllobius oblongus

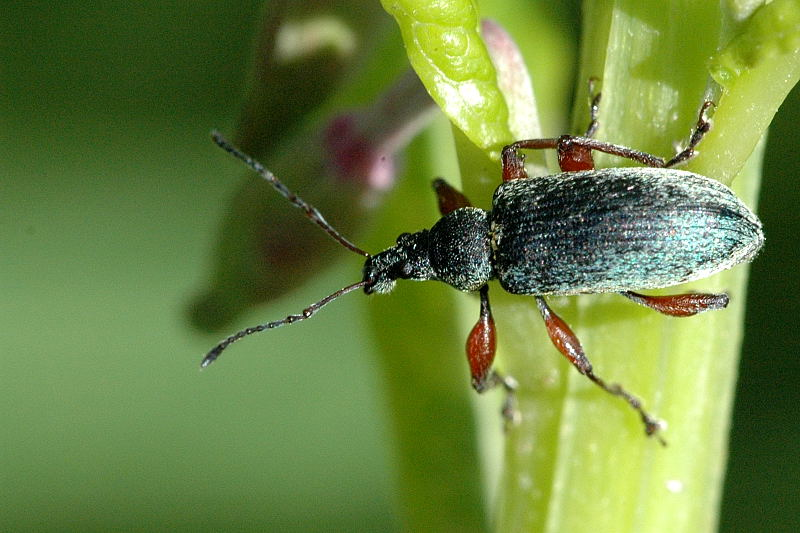
Phyllobius glaucus

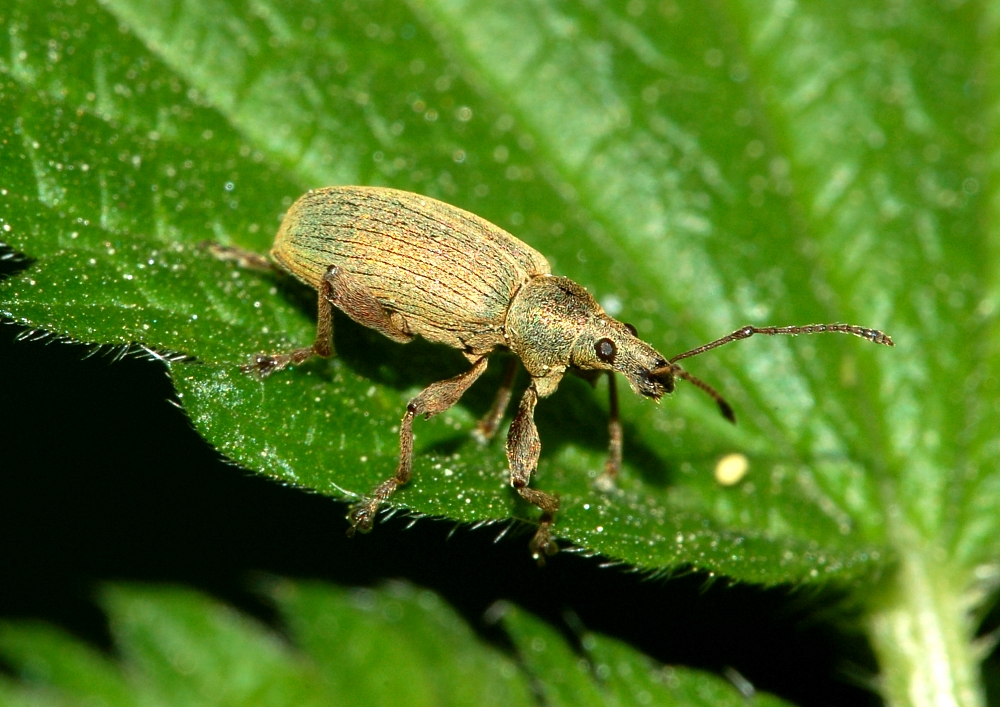
Phyllobius pomaceus

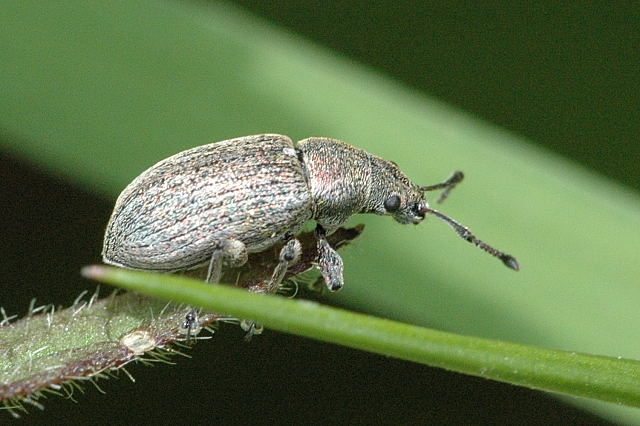
Listohlod ovocný (Phyllobius pyri – samec)

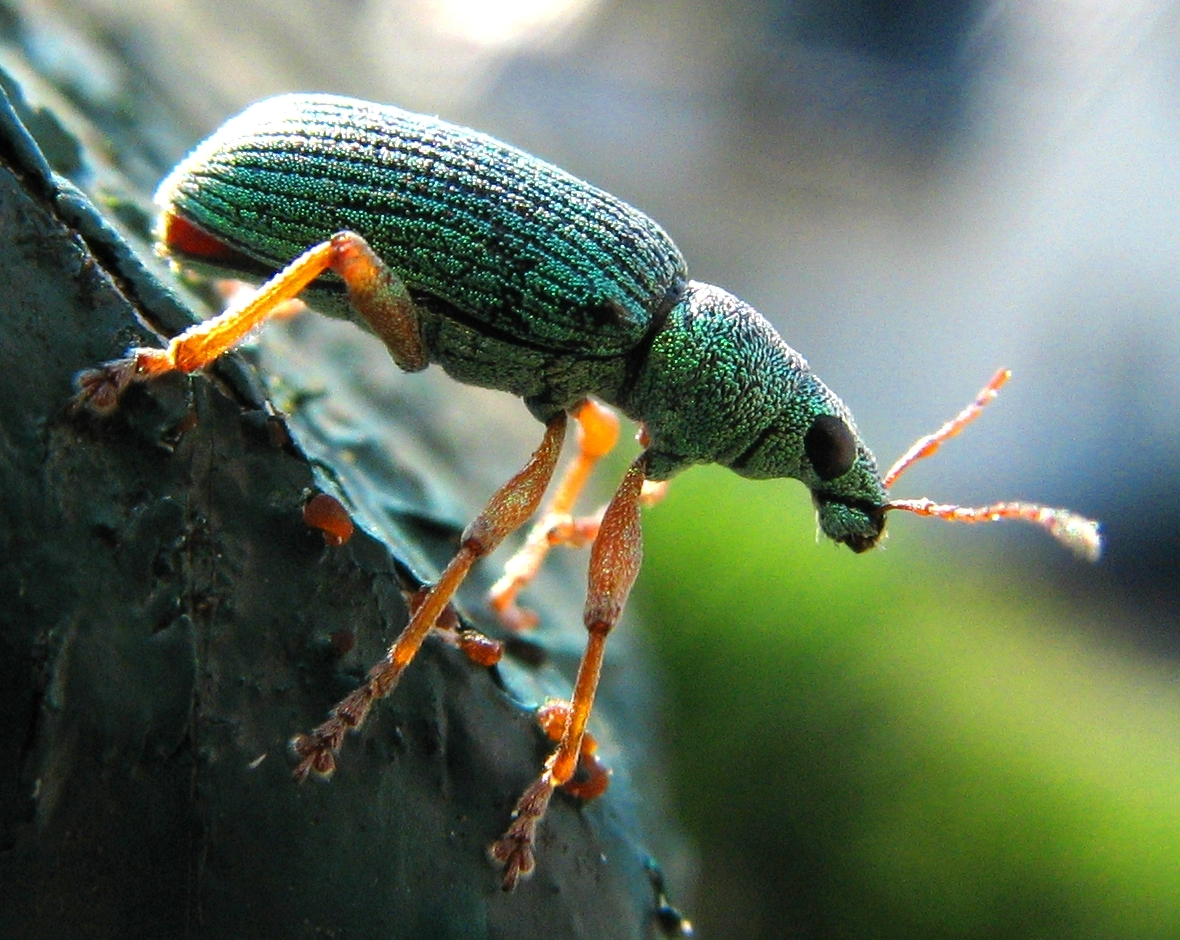
Polydrusus formosus

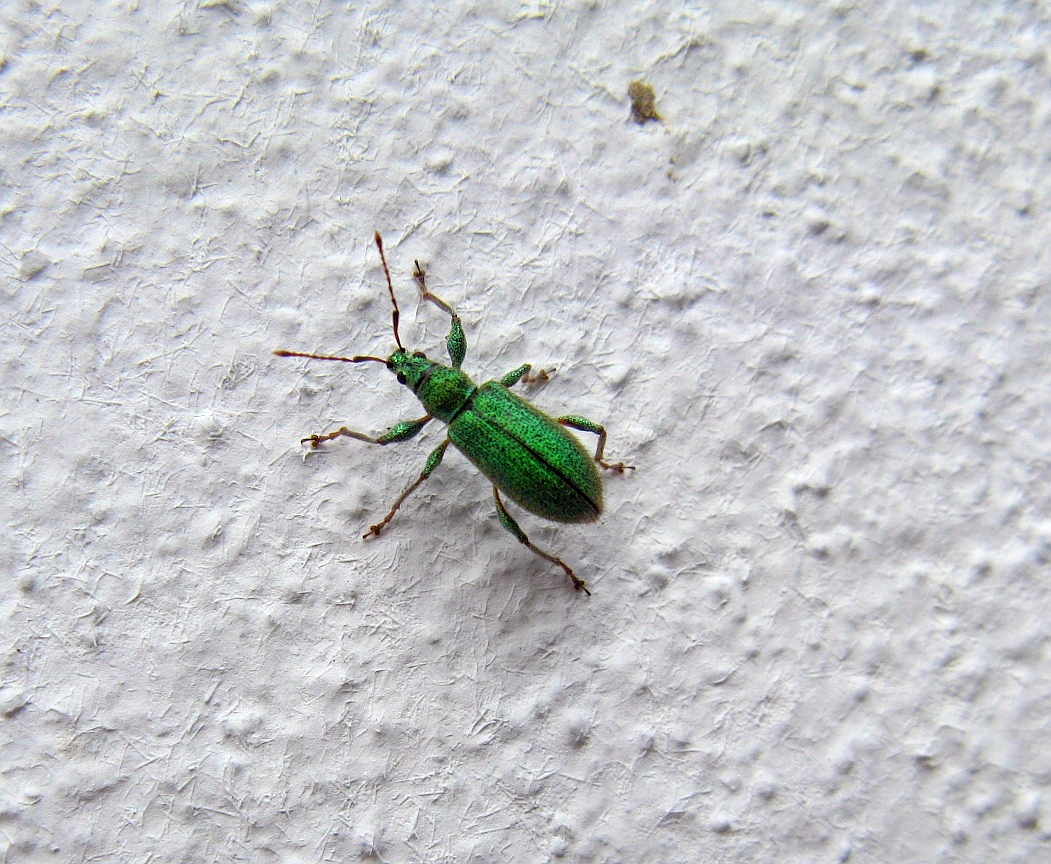
Listohlod ovocný

## Popis
Většina druhů je menší než 12 mm. Díky ošupení je jejich zbarvení většinou nazelenalé ve velké škále odstínů. Krátký čelní štít je při pohledu shora obdélníkový a je jen o něco užší než zbytek hlavy. Štít je jen nepatrně širší a zvonově zakřivený. Krovky jsou naproti tomu zřetelně širší a výrazně odsazené od štítu. Štítek se nachází mezi úponem krovek a je zřetelně trojúhelníkový. Krovky se dozadu směrem od štítku do poslední třetiny nepatrně rozšiřují, a k zadečku se pak souměrně sbíhají téměř do špičky. Listohlodi nemají jazyk, oba páry kusadel jsou uloženy volně. Tykadlová jamka je oválná, při pohledu shora zřetelně viditelná a jen slabě vykrojená. Tykadla jsou nápadně dlouhá a tenká, 1. tykadlový článek (dřík) dosahuje minimálně předního okraje očí, část od zalomení se skládá ze sedmi jasně viditelných článků a poslední koncová část se skládá ze 4 článků. Oči jsou kulaté a bočně posazené. Nohy jsou silné, spojené na chodidlech dohromady v drápy. Přední nohy jsou mírně ohnuté dovnitř, na vnitřní straně začátku chodidel je obvykle zřetelně viditelný trn.

## Morfologie
Druhy rodu Phyllobius bývají často zaměňovány s druhy rodu listopas (Polydrusus) nebo díky jejich ekologické rovnosti vědomě zařazovány společně. Závazné systematické rozdíly spočívají ve tvaru tykadlové jamky.
Tykadlová jamka je prohlubeň v čelním štítu, ve které je tykadlo uloženo. To znamená, že brouk může tykadlo přitisknout k tělu, aby je ochránil, tykadlová jamka vyústí často v drážku, v níž se ukládá dřík tykadla. U listohlodů je tato drážka naznačena pouze vyklenutím tykadlové jamky v horní části čelního štítu (obr. 1). U listopasů (Poydrusus) probíhá zřetelně výrazněji horní částí čelního štítu ve směru pod očima (obr. 2). Proto u listohlodů a listopasů jsou nejen různé druhy, ale řadí se dále i do různých podrodů v rámci čeledi nosatcovitých.

## Biologie
Brouci (imaga) se živí listy různých stromů, keřů a bylin. Dospělci se objevují na jaře a počátkem léta, často hromadně. Vzhledem k tomu, že některé druhy ožírají i pupeny ovocných stromů, jsou klasifikování jako škodliví.
Téměř všechny druhy nejsou nutně ve svém výběru potravy vázány na potravinářské plodiny (polyfágní) . Některé druhy preferují vrby, topoly, jiné růžokvěté rostliny. Patří sem rovněž druhy, které mohou být škodlivé v meruňkových nebo švestkových sadech.
U jednoho druhu jsou uvedena jako hostitelská rostlina tráva. U jiných druhů, údaje úplně chybí. Larvální vývoj listohlodů se odehrává v půdě, kde se larvy živí kořeny rostlin.

## Rozšíření
Západní, střední a východní Evropa, ojediněle v jižním Finsku.

## Systematika
Jednotlivé druhy se liší v obrvení a dále barvou, formou, barvou šupin a méně tvarem těla. Výsledný malý zájem o tyto skupiny brouků se odrážel ve skutečnosti, že na přelomu 19. a 20. století dokonce i v publikaci: C. G.Calwer, KÄFERBUCH (Hoffmannische Buchdruckerei in Stuttgart,1876) je uvedeno jen 6 středoevropských druhů, E. Reitter v r. 1916 již uvádí 18 druhů (v tehdejší Německé říši) a Freud-Hard-Lohse uvádí dokonce 25 druhů ve střední Evropě. V ČR a na Slovensku je rod zastoupen 15 druhy.
Dnes je rod Phyllobius v Evropě zastoupen 86 druhy a poddruhy  Archivováno 3. 3. 2016 na Wayback Machine..
- Phyllobius achardi Desbrochers, 1873
- Phyllobius aetolicus Apfelbeck, 1901
- Phyllobius alpinus Stierlin, 1859
- listohlod stromový (Phyllobius arborator (Herbst, 1797))
- listohlod zlatozelený (Phyllobius argentatus (Linnaeus, 1758))
- Phyllobius betulinus (Bechstein & Scharfenberg, 1805)
- Phyllobius brenskei Schilsky, 1911
- Phyllobius brevis Gyllenhal, 1834
- Phyllobius bulgaricus Apfelbeck, 1916
- Phyllobius canus Gyllenhal, 1834
- Phyllobius contemptus Schoenherr, 1832
- Phyllobius cupreoaureus Stierlin, 1861
- Phyllobius cylindricollis Gyllenhal, 1834
- Phyllobius emeryi Desbrochers, 1873
- Phyllobius emgei Stierlin, 1887
- Phyllobius etruscus Desbrochers, 1873
- Phyllobius euchromus Reitter, 1885
- Phyllobius fessus Boheman, 1843
- Phyllobius flecki Reitter, 1906
- Phyllobius fulvago Gyllenhal, 1834
- Phyllobius fulvagoides Reitter, 1885
- Phyllobius ganglbaueri Apfelbeck, 1916
- Phyllobius glaucus (Scopoli, 1763); Syn. Phyllobius calcaratus (Fabricius, 1792)
- Phyllobius insidiosus Pesarini, 1981
- Phyllobius insulanus Schilsky, 1911
- Phyllobius jacobsoni Smirnov, 1913
- Phyllobius korbi Schilsky, 1908
- Phyllobius leonisi Pic, 1902
- Phyllobius longipilis Boheman, 1843
- Phyllobius maculicornis Germar, 1824
- Phyllobius meschniggi Solari, 1938
- Phyllobius montanus Miller, 1862
- Phyllobius noesskei Apfelbeck, 1916
- Phyllobius nudiamplus Reitter, 1916
- Phyllobius oblongus (Linnaeus, 1758)
- Phyllobius pallidus (Fabricius, 1792)
- Phyllobius pellitus Boheman, 1843
- Phyllobius peneckei Solari, 1931
- Phyllobius pilicornis Desbrochers, 1873
- listohlod žahavkový (Phyllobius pomaceus Gyllenhal, 1834)
- listohlod ovocný (Phyllobius pyri (Linnaeus, 1758))
- Phyllobius quercicola Apfelbeck, 1916
- Phyllobius raverae Solari & Solari, 1903
- Phyllobius rhodopensis Apfelbeck, 1898
- Phyllobius roboretanus Gredler, 1882
- Phyllobius rochati Pesarini, 1981
- Phyllobius romanus Faust, 1890
- Phyllobius schatzmayri Pesarini, 1981
- Phyllobius seladonius Brullé, 1832
- Phyllobius squamosus C. Brisout, 1866
- Phyllobius subdentatus Boheman, 1843
- Phyllobius thalassinus Gyllenhal, 1834
- Phyllobius transsylvanicus Stierlin, 1894
- Phyllobius tuberculifer Chevrolat, 1865
- Phyllobius valonensis Apfelbeck, 1916
- Phyllobius versipellis Apfelbeck, 1916
- Phyllobius vespertilio Faust, 1884
- Phyllobius vespertinus (Fabricius, 1792)
- Phyllobius virideaeris (Laicharting, 1781)
- Phyllobius xanthocnemus Kiesenwetter, 1852